# Tragedia optymistyczna
Tragedia optymistyczna (oryg. ros. Оптимистическая трагедия) – dramat Wsiewołoda Wiszniewskiego napisany w 1932 r. i w tym też roku pierwszy raz wystawiony na scenie kijowskiego Teatru Rosyjskiego. Następnie poddany powtórnej redakcji, opublikowany i wystawiony w grudniu 1933 r. w Teatrze Kameralnym w Moskwie.

## Okoliczności powstania utworu
Wsiewołod Wiszniewski uczestniczył w rosyjskiej wojnie domowej po stronie czerwonych. Walczył we Flotylli Kamsko-Wołżańskiej, następnie na Ukrainie pod rozkazami Mykoły Szczorsa i w 1 Armii Konnej. Od 1921 r. był marynarzem Floty Bałtyckiej, zaś od 1922 r. założył przy niej koło literackie. Rok wcześniej zadebiutował jako dramaturg, pisząc dla teatru amatorskiego sztukę Sąd nad buntownikami z Kronsztadu, której tekst stanowił w istocie podstawę do improwizacji, dialogu aktorów z publicznością. W latach 20. nadal tworzył dramaty, samodzielnie doskonaląc warsztat literacki. Tragedia optymistyczna jest pierwszą jego sztuką o zamkniętej kompozycji. We wcześniejszych tekstach poświęconych rewolucji i wojnie Wiszniewski dążył do stworzenia "dramatu bez bohaterów", przedstawiania postaci typowych, pozbawionych indywidualności. Skupiał się również na zewnętrznych rozmachu wydarzeń rewolucyjnych. Przed napisaniem Tragedii optymistycznej, tak pod wpływem trwającej wśród radzieckich dramaturgów dyskusji, jak i pod wpływem własnych przemyśleń, zaczął bardziej interesować się ludzkim wymiarem historycznych wydarzeń.
W styczniu 1932 r. Wiszniewski opisał w liście do żony zamysł tworzonego dramatu: miał być to "hymn poświęcony marynarzom", zakończony sceną śmierci dowódcy-bolszewika, po której inni bohaterowie postanawiają kontynuować jego walkę. Dlatego też dzieło pierwotnie miało nosić tytuł Niech żyje życie!.

## Treść
Trwa rosyjska wojna domowa. Na okręt "Gromoboj", kontrolowany przez "wolny oddział anarchistyczno-rewolucyjny", przybywa Kobieta-Komisarz, by na polecenie partii przekształcić oddział marynarzy w zdyscyplinowany pułk Armii Czerwonej. Marynarze początkowo przyjmują jej pojawienie się z niezadowoleniem, zarówno dlatego, że nie chcą podporządkować się dyscyplinie, jak i dlatego, że komisarz jest kobietą. Przewodzący im Prowodyr próbuje sprowokować zbiorowy gwałt. Kobieta jednak skutecznie się broni, zabijając jednego z napastników. Dzięki swojej stanowczości i silnej woli zyskuje na okręcie autorytet: przekonuje do rewolucyjnych idei niezdecydowanych, zniechęca do ślepej przemocy, wreszcie doprowadza do tego, że sami marynarze postanawiają rozstrzelać Prowodyra za jego okrutne czyny. Marynarze odchodzą na front jako pułk piechoty. W bitwie przeciwko białym Komisarz zostaje wzięta do niewoli. Żołnierzom udaje się ją odbić, jednak wyczerpana przesłuchiwaniem kobieta umiera.

## Cechy utworu
Głównym tematem Tragedii optymistycznej w intencji autora była wszechmoc rewolucyjnej idei, która dodaje człowiekowi sił do działania. Wiszniewskiego fascynował problem "człowieka rewolucji", jego życie wewnętrzne. Podkreślał, że w trakcie pisania najbardziej pragnął dociec, czym żyli ludzie w czasach rewolucji, o czym myśleli, co i jak kochali. Chciał pokazać, jak wielkie wydarzenie historyczne, jakim była rewolucja, wpływa na ludzi i ich świadomość. W obliczu wielkich przemian niektórzy, jak Prowodyr, nadal są cynikami, a w relacjach z innymi posługują się przemocą. Deklarując anarchistyczne poglądy, Prowodyr w rzeczywistości manipuluje swoimi zwolennikami i dąży do podporządkowania ich sobie, a głoszonym hasłem "co chcę, to zrobię", usprawiedliwia własne postępowanie. Z kolei marynarz Aleksiej jest jednostką zagubioną, która bez powodzenia poszukuje prawdy - przed rewolucją podróżował, dostając się pod wpływy różnych idei, następnie nie potrafi pojąć prawdziwych intencji Prowodyra. Bohater miota się między naiwnością, dobrocią a agresją. Dopiero odwaga i poświęcenie Komisarza wskazują mu jasny cel. W finale utworu oddział marynarzy zjednoczony jest humanistyczną ideą, nie tylko dążeniem do bezładnego niszczenia. Wiszniewski już w tytule wyrażał przekonanie, że rewolucyjna idea zwycięży mimo wszystko. Postacie dramatu są z jednej strony epickie i monumentalne, z drugiej - zachowują niepowtarzalne cechy osobowości. Wiszniewski twierdził, że każda z nich oparta jest na prawdziwym uczestniku rewolucji. Jako pierwowzór Komisarza wskazywana jest Łarisa Rejsner, służąca jako komisarz polityczny przy Flotylli Kamsko-Wołżańskiej i w sztabie generalnym Floty Bałtyckiej (która jednak okres rewolucji i wojny domowej przeżyła).
Atmosfera rewolucyjnego romantyzmu budowana jest na scenie przez kontrastowość postaci, podniosłe monologi wygłaszane przez bohaterów, a także sugerowane w tekście gry barw i muzykę, jaka powinna towarzyszyć inscenizacjom.

## Recepcja, pierwsze inscenizacje
Po ukończeniu dramatu Wsiewołod Wiszniewski przesłał go Maksymowi Gorkiemu, który ocenił powstałe dzieło bardzo nisko. Skrytykował autora za nadmierne posługiwanie się romantyczną hiperbolą i za język tekstu, stylizowany na surowy język starych marynarzy. W szczególności negatywnie ocenił finał pierwszej redakcji dzieła, w którym śmierć z rąk białych ponosiła zarówno Kobieta Komisarz, jak i cały oddział, a marynarze bohatersko szli na egzekucję. Pod wpływem Gorkiego Wiszniewski zmienił zakończenie dramatu; w jego drugiej wersji umiera jedynie Komisarz, dzięki swojej postawie ratując innych żołnierzy wziętych do niewoli. W ten sposób optymizm, wskazany w tytule utworu, stał się czytelniejszy dla odbiorców, stało się bowiem jasne, kto będzie kontynuował walkę. 
Tragedia optymistyczna w pierwszej redakcji została pierwszy raz wystawiona w Teatrze Rosyjskim w Kijowie w 1933 r. W rolę Komisarza wcieliła się Lubow Dobrżanska.  W drugiej, poprawionej redakcji dramat został po raz pierwszy wystawiony w Teatrze Kameralnym w Moskwie w grudniu 1933 r. w reżyserii Aleksandra Tairowa. Rolę Komisarza zagrała Alisa Koonen. Sztuka po premierze okazała się wielkim sukcesem. W ZSRR powstało ok. 120 inscenizacji dramatu. Inscenizacja Gieorgija Towstonogowa na deskach Leningradzkiego Teatru Dramatu im. Puszkina z 1955 r. otrzymała Nagrodę Leninowską.
W 1963 r. Tragedia optymistyczna została zekranizowana. Film wyreżyserował Samson Samsonow, główną rolę zagrała Margarita Wołodina.